# Фушенски проход
Фушенски проход (на албански: Qafë e Fushës, на гръцки: Διάβαση Φούσιας) е високопланински проход в планината Грамос, граничен между Албания и Гърция.

## Описание
Проходът е разположен в западната част на Грамос и свързва долината на течащата на изток Стара река, приток на Бистрица в Гърция, с долината на течащата на север Шара, приток на Девол. По него е минавал пътят от Фуша (Фусия) за Николица. След установяването на границата между Албания и Гърция на него е гранична пирамида № 68.